# 바람 부는 날에도 꽃은 피고
"바람 부는 날에도 꽃은 피고"는 한국에서 제작된 김정옥 감독의 1987년 드라마, 멜로/로맨스 영화이다. 박봉서 등이 주연으로 출연하였고 강대선 등이 제작에 참여하였다.

## 출연

### 주연
- 박봉서
- 김지숙

### 조연
- 이혜영
- 변우민

## 기타
- 조명: 정덕규
- 녹음: 김경일